# Бэ, Николя
Николя Бэ (фр. Nicolas Bays; род. 1 мая 1977, Бетюн, департамент Па-де-Кале) — французский политик, бывший депутат Национального собрания Франции.
Начал свою политическую деятельность в молодёжном движении Социалистической партии, был лидером молодых социалистов Па-де-Кале. В 2008 году стал членом муниципального совета города Венгль.
Во время выборов в Национальное собрание 2012 г. Николя Бэ был избран кандидатом социалистов по 12-му избирательному округу вместо многолетнего депутата и мэра города Льевен Жан-Пьера Кюшеда, на которого было открыто дело по подозрению в коррупции. Тем не менее Кюшеда также участвовал в выборах как независимый левый кандидат, но Бэ сумел опередить его по итогам 1-го тура голосования и вышел во 2-й тур, где победил кандидата Национального фронта Шарлотт Сула, получив 56,84 % голосов.
В 2016 году Николя Бэ вышел из Социалистической партии и примкнул к только что образованному движению «Вперёд!» Эмманюэля Макрона. В 2017 году, несмотря на объявленную поддержку центристов и левых, отказался баллотироваться на новый срок и ушел из политики. В октябре 2020 года он присоединился к офису министра-делегата по вопросам промышленности Аньес Панье-Рюнашер в качестве политического советника.

## Политическая карьера
16.03.2008 — 03.2020 — член муниципального совета города Венгль

18.06.2012 — 20.06.2017 — депутат Национального собрания Франции от 12-го избирательного округа департамента Па-де-Кале